# Palácio Presidencial (Polónia)

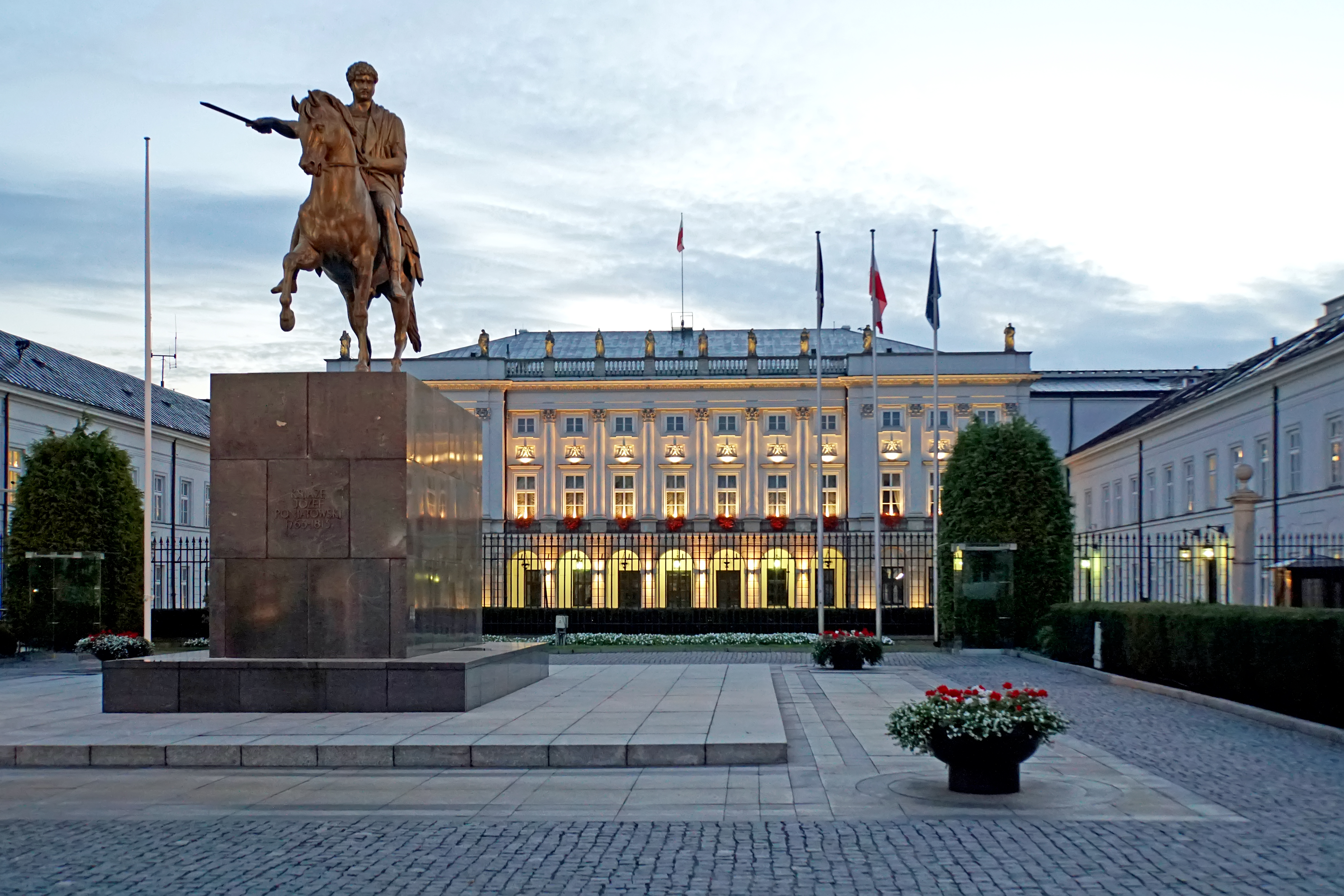
Palácio Presidencial em Varsóvia e a estátua eqüestre do Príncipe Józef Poniatowski por Bertel Thorvaldsen.

O Palácio Presidencial (em polaco: Pałac Prezydencki, também conhecido por Pałac Koniecpolskich, Pałac Namiestnikowski, Pałac Lubomirskich e Pałac Radziwiłłów) em Varsóvia, Polônia, é a elegante versão clássica de um edifício que está localizado na Krakowskie Przedmieście, uma das mais importantes ruas da cidade, desde 1643. Ao longo dos anos, foi reconstruído e remodelado muitas vezes. Nos seus primeiros 175 anos, o palácio foi a propriedade particular de várias famílias aristocráticas. Em 1791, hospedou os autores e defensores da Constituição de 3 de Maio de 1791 da Comunidade Polaco-Lituana, a primeira constituição nacional codificada moderna da Europa e a segunda do mundo depois da Constituição dos Estados Unidos da América.
Foi em 1818 que o palácio começou a sua contínua carreira como estrutura governamental, quando se tornou na sede do Vice-rei do Reino (Congresso) da Polônia sob a ocupação russa (1814-1915).
Na sequência do ressurgimento do Estado polaco, após o final da Primeira Guerra Mundial, em 1918, o edifício foi tomado pelas recém-reconstituidas autoridades polacas e tornou-se na sede do Conselho de Ministros. Durante a Segunda Guerra Mundial, serviu aos ocupantes alemães do país como uma Deutsches Haus ("Casa Alemã") e sobreviveu intacto à Revolta de Varsóvia de 1944. Depois da guerra, o edifício retomou a sua função como sede do Conselho de Ministros da Polônia. Desde Julho de 1994, o palácio tem sido a residência oficial dos presidentes da República da Polônia.

## História

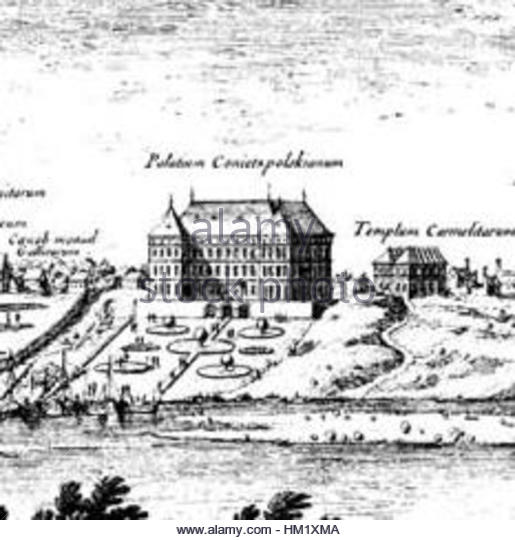
O Palácio Koniecpolski em 1656; esta estrutura foi queimada durante O Dilúvio.

A construção do actual Palácio Presidencial em Varsóvia começou em 1643 pelo Hetman Stanisław Koniecpolski, proprietário da cidade de Brody (80 km a Leste de Lwów) e de numerosos latifúndios situados na fronteira oriental da Polônia, motivo pelo qual o primeiro nome do palácio foi Pałac Koniecpolskich - Palácio Koniecpolski. Dizia-se que o dono do palácio possuia tantas propriedades que podia atravessar todo o espaço da Comunidade Polaco-Lituana passando cada noite num dos seus próprios solares. A construção do palácio não foi totalmente concluída durante a vida do Hetman, uma vez que ele morreu inesperadamente, em 1646, na sua residência em Brody, poucas semanas após contrair o seu terceiro casamento com uma jovem esposa.
O arquitecto do palácio foi Constantino Tencalla, arquitecto do Rei da Polónia Władysław IV e projectista do monumento conhecido por Coluna do Rei Sigismundo, em frente ao vizinho Castelo Real e que homenageia o rei Sigismundo III da Polónia. O palácio foi concluído pelo filho de Koniecpolski, Aleksander, no estilo de uma residência barroca, imitando aquelas do norte da Itália e Génova. Isto é confirmado por uma vista do palácio na panorâmica de Varsóvia realizada, em 1655, por Erik Dahlberg.
O proprietário seguinte foi Jerzy Sebastian Lubomirski, Grão-Hetman e Chanceler da Coroa, e mais tarde líder duma rebelião contra o rei - a Revolta de Lubomirski - o qual comprou o palácio a Aleksander Koniecpolski.
Em 1674 o palácio tornou-se, pelos 144 anos seguintes, propriedade da família Radziwiłł.

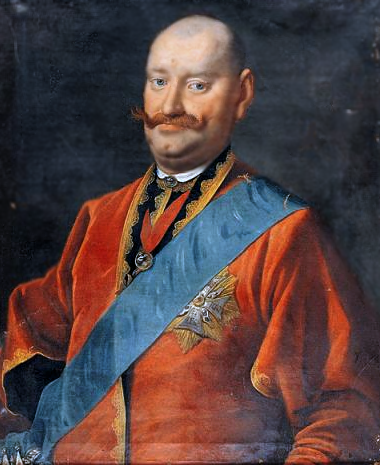
Karol Stanisław "Panie Kochanku" Radziwiłł

Foi comprado aos descendentes de Jerzy Sebastian Lubomirski — Stanisław Herakliusz Lubomirski e Hieronim Augustyn Lubomirski — por Michał Kazimierz Radziwiłł da linhagem Nieśwież-Ołyka, cuja esposa, Katarzyna, era uma das irmãs do Rei Jan III Sobieski. Após a morte desta, o seu filho Karol Stanisław Radziwiłł I iniciou a reforma do palácio e organização dos jardins à sua volta, tendo entregue esta tarefa ao arquitecto do rei, Augustyn Locci.
O próximo na linha de sucessão de Nieśwież e Ołyka foi Karol Stanisław "Panie Kochanku" Radziwiłł, Voivode de Vilnius, filho de Michał Kazimierz "Rybeńko" Radziwiłł. Karol havia herdado grandes propriedades de seu pai e tio, que fizeram dele o magnata mais rico da Polónia na segunda metade do século XVIII e um dos homens mais ricos da Europa. Arrendou o palácio a Franciszek Ryx para servir como teatro e salão onde se encenaram peças e realizaram bailes de máscaras. Durante o Sejm de quatro anos de 1788-1792, Ryx convidou todos os membros do parlamento para jantarem ali diariamente. Eram servidas duas refeições todos os dias: pequeno-almoço antes da sessão do dia, para 300 pessoas, e jantar após a sessão. Um dos mais impressionantes banquetes dados por ele foi no do Dia de Santa Catarina, 25 de Novembro de 1789, o 25º aniversário da coroação do Rei Stanisław August, e a comemoração da União da Lituânia com a Coroa polaca. Foram chamados quatro mil convidados e o banquete custou mais de 2 milhões de złotys.

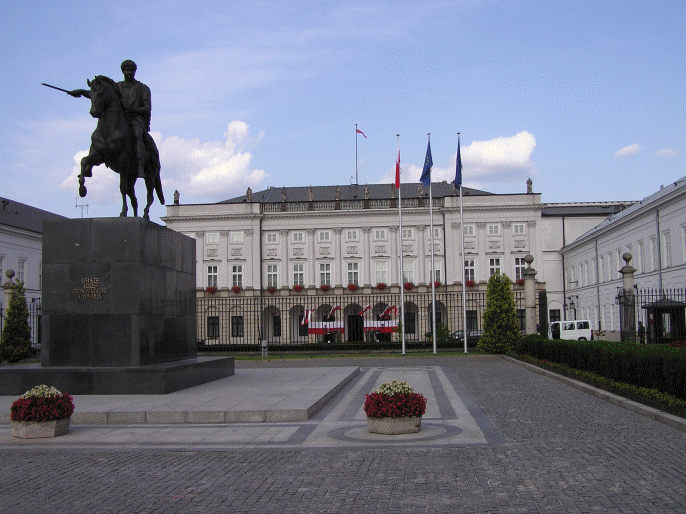
Palácio Presidencial (Pałac Namiestnikowski) em Varsóvia.

Na noite de 2 para 3 de Maio de 1791, um grupo de conspiradores formado por membros da Grande Sejm, que tinham como propósito salvar a República das Duas Nações, reuniu-se no palácio para discutir uma estratégia de garantir a aprovação, no dia seguinte, da Constituição de 3 de Maio. Este documento seria a primeira constituição nacional codificada moderna da Europa e a segunda do mundo, depois da Constituição dos Estados Unidos da América, que tinha entrado em vigor em 1789.
Karol Stanisław Radziwiłł II morreu doente e cego com a idade de 57 anos. As suas propriedades foram herdadas por Dominik, filho do seu meio-irmão Hieronim. Dominik, que havia sido ferido na Batalha de Hennau, morreu sem deixar filhos no dia 11 de Novembro de 1813. A linha de sucessão dos Nieśwież-Ołyka encerrou-se com a sua morte.
Em 1818 o palácio tornou-se na sede do Vice-rei do Reino (Congresso) da Polônia (quando adquiriu o nome de 'Pałac Namiestnikowski' - o Palácio do Regente (ou do Vice-rei). O primeiro Vice-rei, a partir de 1815, foi Józef Zajączek (1752-1820), antigo ajudante-de-csmpo do Hetman Franciszek Ksawery Branicki, deputado da Grande Sejm, secretário da Assembléia de Amigos do Acto de Governo (isto é, da Constituição de 3 de Maio), um comandante de divisão durante a Guerra polaco-russa de 1792, herói da Batalha de Zieleńce, um jacobino polaco, um soldado das legiões de Jan Henryk Dąbrowski, um general de Napoleão Bonaparte. Por último, adoptou uma atitude servil em relação a Alexandre I, Rei da Polónia e Czar da Rússia, que lhe deu o título de duque em 1818. Zajączek tinha perdido uma perna no rio Berezina e era carregado numa poltrona pelos seus criados.

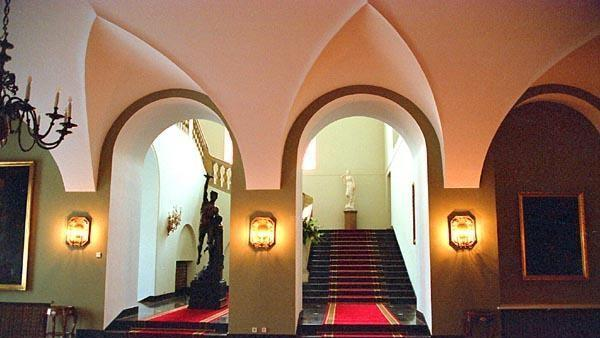
A Grande Escadaria.

No início de 1818 o palácio foi reformado no estilo clássico pelo arquitecto Chrystian Piotr Aigner (1756-1841). Aigner aumentou a área de construção (as suas alas térreas alcançaram a linha dos edifícios da rua Krakowskie Przedmiescie), colocou uma grande escadaria ligando a parte principal do edifício com a sua ala norte, remodelou as fachadas do palácio e redecorou as salas do primeiro e segundo andares do corpo principal do edifício. Devido à sua grande abóbada, o andar térreo permaneceu inalterado. Aigner teve dois colaboradores: Camillo Landini, que esculpiu os quatro leões de pedra que guardam o pátio do palácio no lado da rua Krakowskie Przedmieście, e Mikołaj Monti, um pintor italiano. O corpo principal do edifício foi remodelado com a ordem coríntia e ornamentado com colunas, pilastras, balaustrada e estátuas de pedra. Aigner está intimamente ligado ao Palácio do Vice-rei (polonês: "Namiestnikowski")— actual Palácio Presidencial, como criador do seu exterior classicista, que sobrevive inalterado até aos nossos dias.
Józef Zajączek de Wrzaca morreu no palácio em 1826 e foi sepultado em Opatówek.
O ano de 1852 trouxe desgraças ao palácio. Um incêndio queimou o corpo principal do edifício quase até ao chão. Apenas restaram paredes carbonizadas. Alfons Kropiwnicki (1803-1881) foi designado para a sua reconstrução.

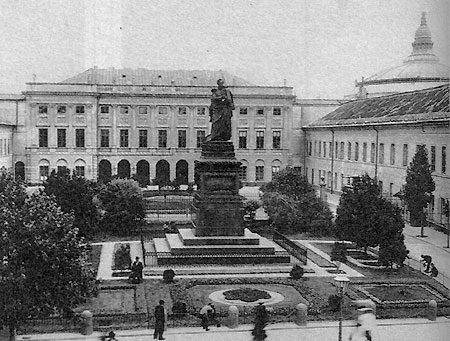
O Palácio Vice-real, com a estátua de Ivan Paskevich, antes de 1900.

Para a reconstrução do palácio, foram arrecadados fundos pela Sociedade Agrícola e organizados bailes quando os czares visitaram a Polónia. Em 1870, uma estátua de Ivan Paskevitch Erivanski foi ali instalada. Em 1879, no salão de colunas do palácio, a população de Varsóvia teve a oportunidade de ver pela primeira vez "A Batalha de Grunwald", uma pintura com tema histórico de Jan Matejko. No final do século XIX, o Palácio Tarnowski, localizado no seu lado direito (sul), foi demolido, sendo construido no seu lugar, entre 1899-1901, o luxuoso Hotel Bristol, desenhado por Władysław Marconi. Um dos accionistas no consórcio que construiu o hotel foi o famoso pianista e primeiro-ministro polaco do pós-guerra, Ignacy Paderewski.

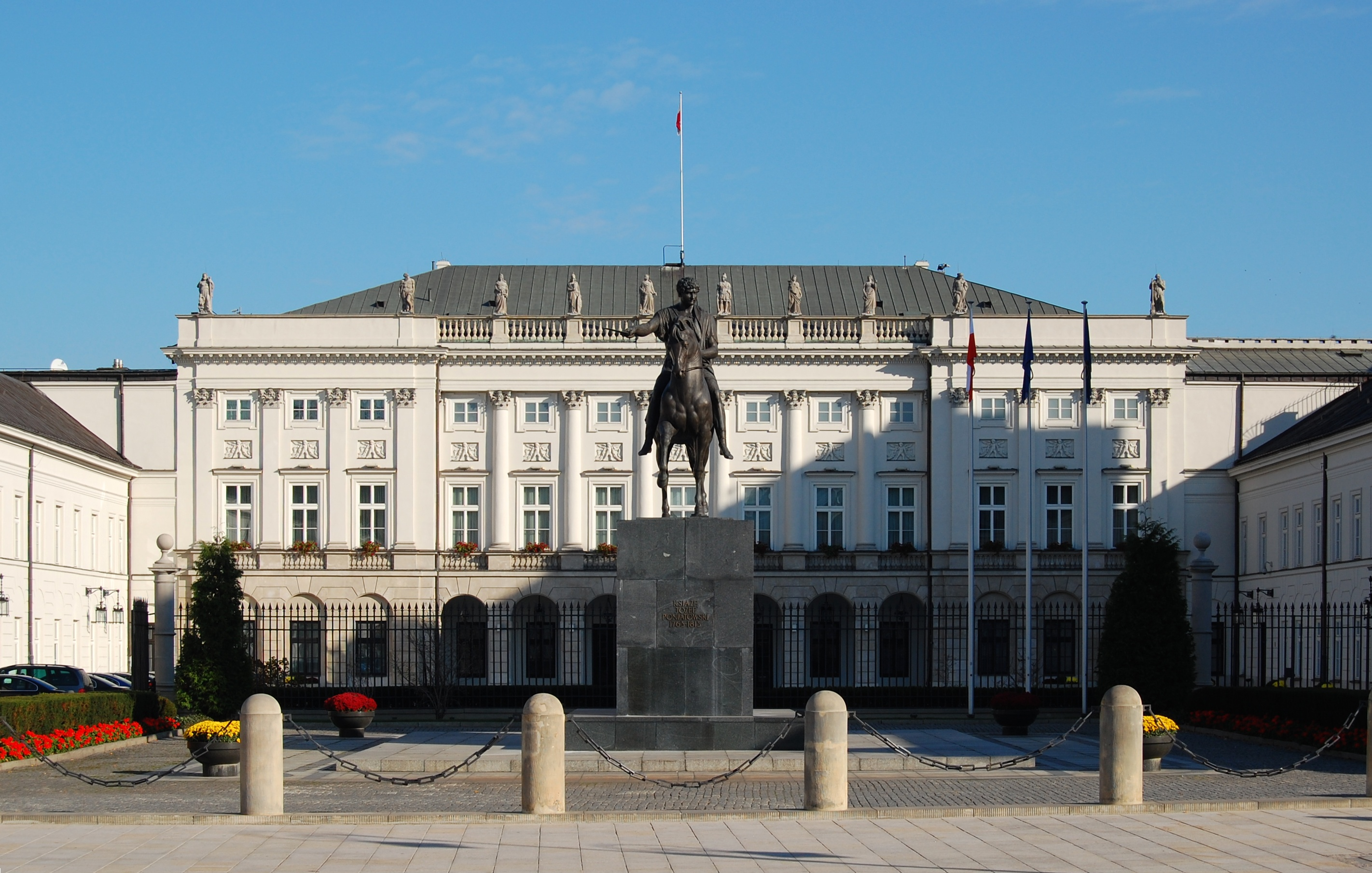
Fachada do Palácio Presidencial.

Em 1918 o edifício foi tomado pelas recém-reconstituidas autoridades polacas e a renovação do palácio foi deixada a cargo de Marian Lalewicz. O edifício tornou-se na sede oficial do Presidente do Conselho de Ministros (o primeiro-ministro) e do próprio Conselho de Ministros. As alas laterais acolhiam os gabinetes da chancelaria do Conselho de Ministros. Após ser restaurado por Lalewicz, o edifício passou a ser muito admirado pelos habitantes de Varsóvia e pelos seus visitantes. Hermann Göring da Alemanha, quando, em Fevereiro de 1937, foi ali chamado pelo primeiro-ministro, o General Felicjan Sławoj-Składkowski, interessou-se tanto em conhecer todo o palácio que acabou por se atrasar para o seu encontro com o Ministro dos Negócios Estrangeiros polaco Józef Beck.
Em 1939 o palácio sofreu danos mínimos. Em 1941-1942 foi radicalmente transformado numa Deutsches Haus ("Casa Alemã") pelos arquitectos polacos Janusz Nagorski e Jan Lukasik. Durante o trabalho, a ornamentação Rococó nas salas que tinham vistas para o jardim foi restaurada com grande cuidado. Um par de pinturas en grisaille foram descobertas na escadaria, representando motivos de águias e armas. Os alemães quiseram remover as águias como símbolos nacionais polacos, mas permitiram que elas permanecessem depois que lhes foi explicado que eram águias napoleónicas, o símbolo favorito do período do Império Francês. No piso térreo da ala da direita foi instalado um restaurante, com tecto de vigas de madeira e um espaçoso vestiário. O palácio sobreviveu intacto à Revolta de Varsóvia.

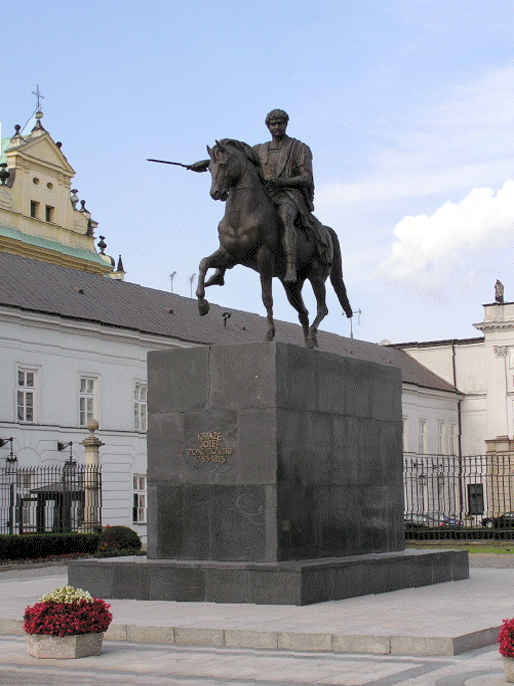
Estátua equestre do Príncipe Józef Poniatowski.

Após a libertação de Varsóvia, o palácio foi totalmente reconstruído por Antoni Brusche e Antoni Jawornicki. Em 1965 a classicista estátua equestre do príncipe Józef Poniatowski, de Bertel Thorvaldsen, que anteriormente se erguia frente ao agora destruído edifício do Estado-maior polaco (o "Palácio Saxão"), nas cercanias da Praça Pilsudski (também conhecida por "Praça Saxã"), foi transferida para o pátio em frente ao "Palácio do Vice-rei".
Após a Segunda Guerra Mundial, o palácio serviu novamente como sede do Conselho de Ministros até aquele órgão do Estado ser transferido para a sua actual sede na Aleje Ujazdowskie (Avenida Ujazdowskie).
Desde Julho de 1994, o palácio tem sido a sede oficial dos presidentes da República da Polônia, substituindo o menor palácio Belweder.

## Estátua
Uma estátua equestre do Príncipe Józef Poniatowski ergue-se no pátio. Esta obra foi encomendada em 1816 e criada em 1832 pelo escultor Bertel Thorvaldsen, modelada a partir da estátua equestre de Marcus Aurelius em Roma.
Antes da Segunda Guerra Mundial, a estátua do Príncipe Józef erguia-se frente ao edifício do Estado-maior polaco (o Palácio Saxão) e ao Túmulo do Soldado Desconhecido, dentro do palácio. Apesar da estátua ter sido destruída durante a Segunda Guerra Mundial, foi refundida em 1965 a partir do molde original.

## Galeria

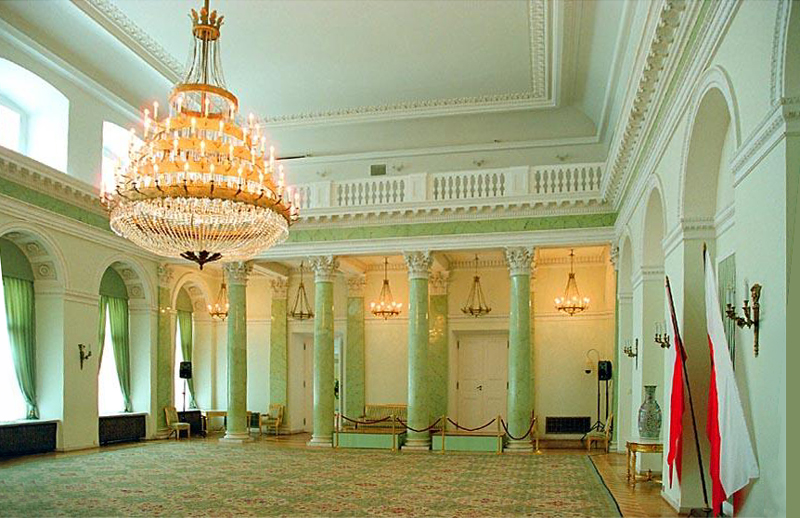
Aspecto duma sala
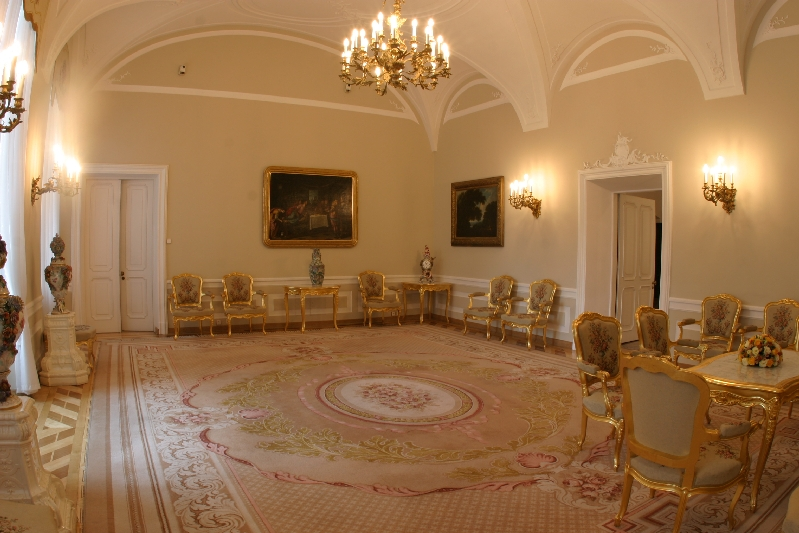
Sala Branca
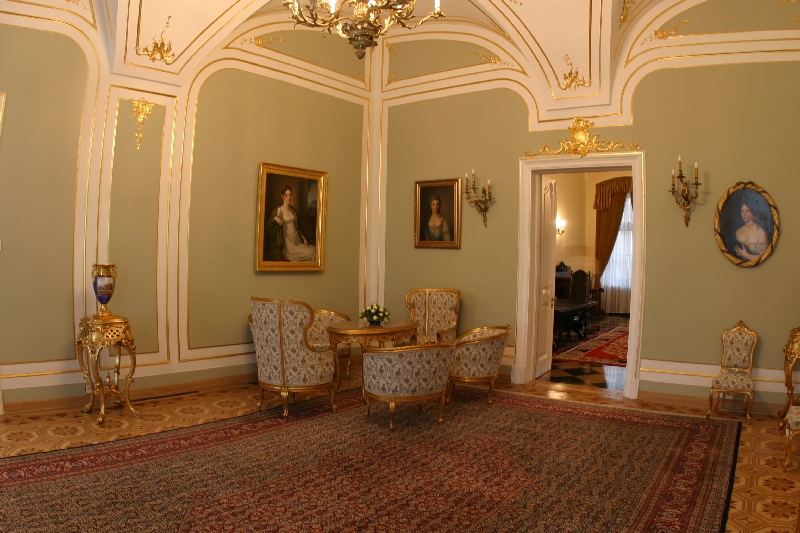
Sala Rococó
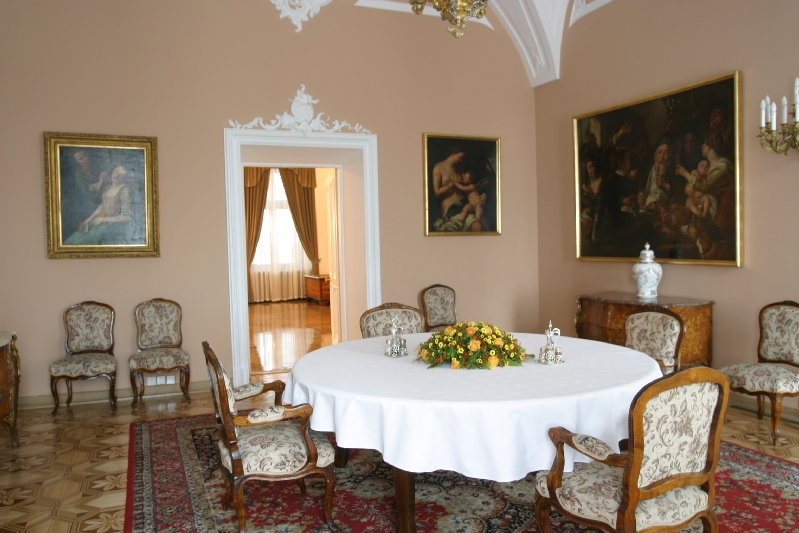
Sala de Jantar
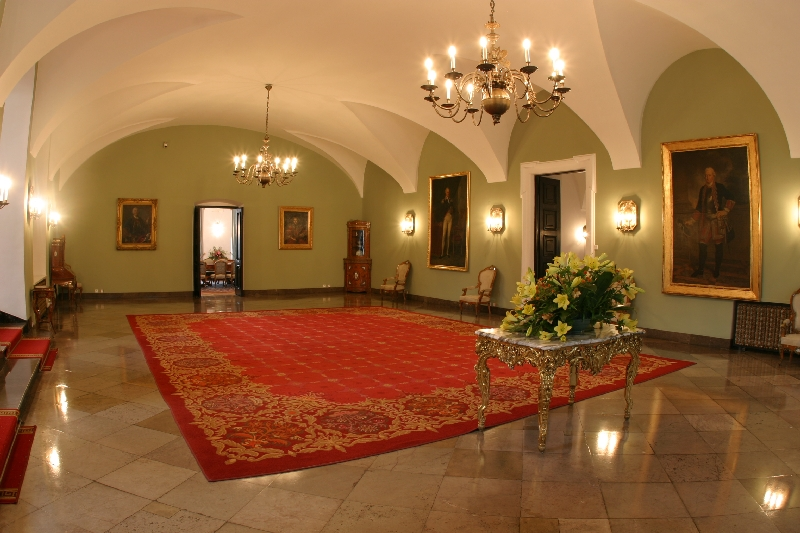
Sala do Hetman
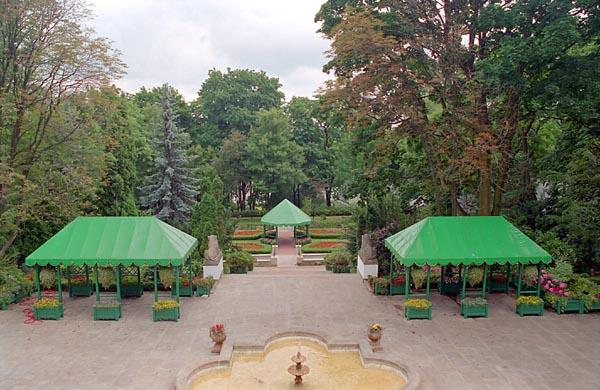
Jardim
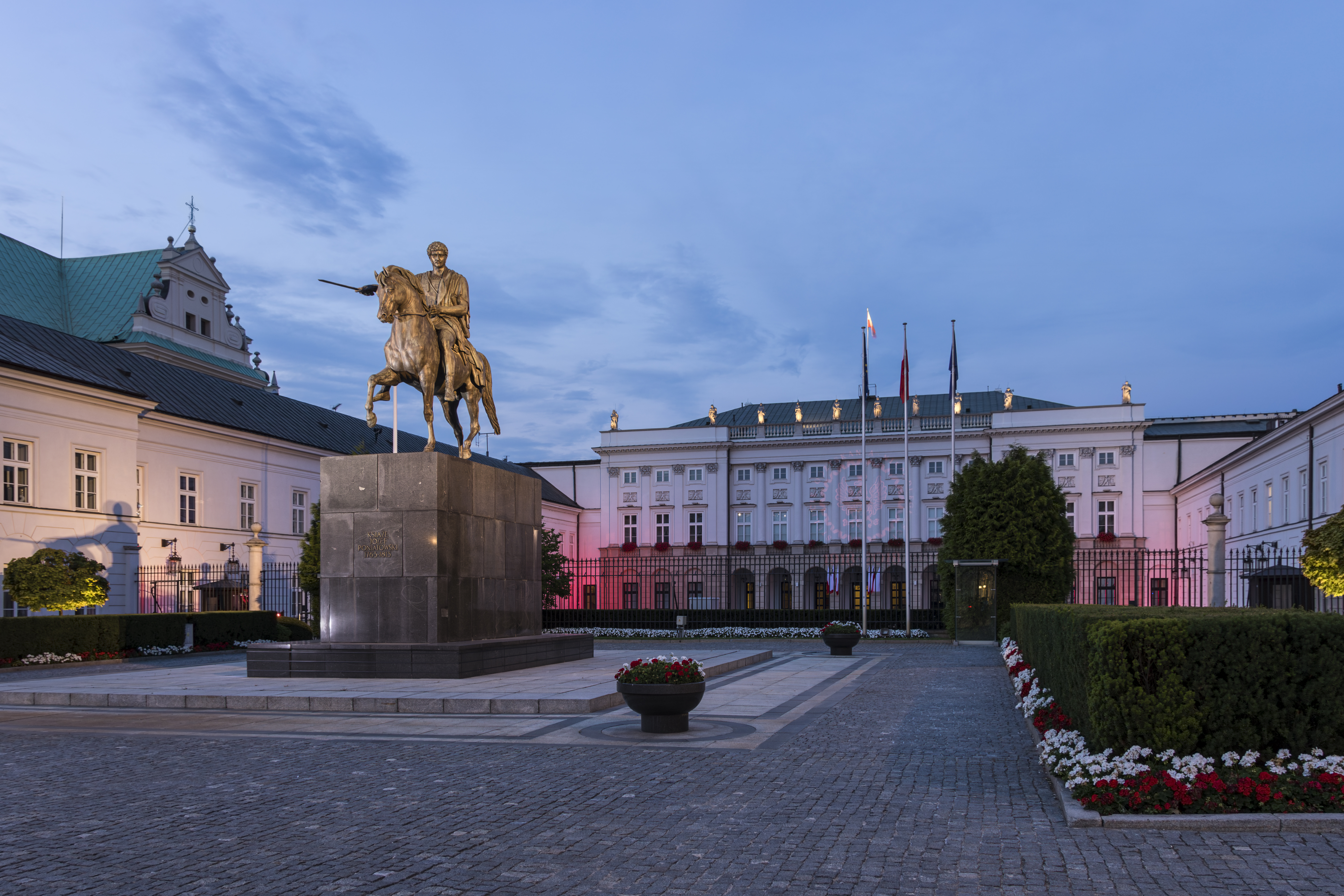
Iluminação do palácio